# Euacidalia chockolatella
Euacidalia chockolatella là một loài bướm đêm trong họ Geometridae.